# Talkör
Talkör är ett uttrycksmedel inom musiken som innebär talsång eller recitation av texter av en koriskt besatt ensemble.

## Inledning
Talkören har sitt ursprung i den klassiska teatern, men fick en mer utvecklad konstnärlig form under 1950-talet i södra Europa i kretsen kring Schola Cantorum Basiliensis i Basel och Züricher Kammersprechchor och dess ledare Fred Barth. Bland annat framfördes verk av Wladimir Rudolfowitsch Vogel, Kurt Schwitters, Einojuhani Rautavaara och körer ur sceniska verk som Goethes Faust och Sofokles Kung Oidipus.
I samband med den experimentella perioden under 1960-talet i Norden kom talkörer och talkörseffekter ofta att ingå i körkompositioner. Ett tidigt exempel är Folke Rabe och Lasse O'Månssons Pièce från 1961.
I talkörer är ibland den fonetiska funktionen viktigare än den semantiska. Vokaler, konsonanter eller stavelser utgör textelement snarare än ord. Även andra effekter som frambringas med talorganen kan ingå, till exempel viskningar, glissando, läppljud och hörbara andningar. Moment av improvisation är också vanliga.
Notation av talkör följer inte någon enhetlig internationell praxis.

## Exempel på större vokalverk som innehåller talkörsavsnitt
- Arnold Schönberg: Die glückliche Hand (1910)
- Darius Milhaud: La mort d’un tyran (1933)
- Karl-Birger Blomdahl: Anabase (1956)

## Exempel på kompositioner för talkör
- Ernst Toch: Geographical fugue (Fuge aus der Geographie)[1] (1930), text: tonsättaren
- Erik Bergman: Das grosse Lalula (1959), text: Christian Morgenstern[2]
- Folke Rabe: Pièce (1961), text: Lasse O’Månsson
- Einojuhani Rautavaara: Ludus verbalis (ordlek) (1961)
- Carl Orff: Stücke für Sprechchor (1969)
- Csaba Deák: Lucia himmelsfärd. Astrofonisk minimelodram[3] (1973), text: tonsättaren
- Georg Riedel: Samtalssinfonietta nr 3 (1975), text: tonsättaren
- Carin Malmlöf-Forssling: Postludium (eller postväsen)[4] (1979), text: tonsättaren
- Thomas Jennefelt: Platt buk med duk (1982), text: olika citat

## Körer
- Den finländska kören Mieskuoro Huutajat (svenska: 'Manskören skrikarna') sjunger inte utan ropar och skriker enbart.